# Keratella hiemalis
Keratella hiemalis är en hjuldjursart som beskrevs av Carlin 1943. Keratella hiemalis ingår i släktet Keratella och familjen Brachionidae. Arten är reproducerande i Sverige. Inga underarter finns listade i Catalogue of Life.